# Tuzales
Tuzales är en ort i Mexiko.   Den ligger i kommunen Tlalixcoyan och delstaten Veracruz, i den sydöstra delen av landet, 300 km öster om huvudstaden Mexico City. Tuzales ligger 16 meter över havet och antalet invånare är 872.
Terrängen runt Tuzales är mycket platt. Runt Tuzales är det ganska glesbefolkat, med 43 invånare per kvadratkilometer. Närmaste större samhälle är Tlalixcoyan, 4,6 km nordost om Tuzales. Omgivningarna runt Tuzales är en mosaik av jordbruksmark och naturlig växtlighet.